# Габрелянов, Арам Ашотович
Арам Ашотович Габрелянов (10 августа 1961; Дербент, Дагестанская АССР, СССР) — российский журналист и издатель, создатель проекта Life и газеты «Жизнь», президент холдинга «Балтийская медиагруппа». В прошлом — председатель совета директоров ОАО «Редакция газеты „Известия“», генеральный директор издательского дома «News Media Holding». Из-за распространения дезинформации и пропаганды в ходе российского вторжения на Украину находится под санкциями 27 стран Евросоюза и Канады

## Биография
Его дед Николай Тер-Габриелян был настоятелем монастыря в селе Татев в местности Зангезур в Армении. Когда в Советском Союзе начали преследовать священников, семья переехала в Дагестан и обосновалась в Дербенте. Там они поменяли свою фамилию Тер-Габриелян на фамилию Габрелянов. Его отец Ашот был каменщиком.
Родился 10 августа 1961 года в Дербенте (Дагестанская АССР, СССР). Работал мастером по ремонту швейных машин. Служил в армии, женился.
В 1988 году окончил факультет журналистики МГУ по специальности «журналист». Был распределён на работу в Ульяновск, где стал корреспондентом газеты «Ульяновский комсомолец», затем там же работал ответственным секретарём.
22 мая 1990 года Ульяновский обком ВЛКСМ переименовал газету «Ульяновский комсомолец» в «Слово молодёжи». Где главным редактором стал Габрелянов, сумел поднять тираж газеты с 9000 до 210 000 экземпляров. В 1992 году газета была приватизирована своими сотрудниками во главе с Арамом и ещё раз сменила название на «Симбирские губернские ведомости».
В 1995 году Габрелянов купил в городе Димитровград Ульяновской области газеты «Местное время» и «Скифы», на их базе создав региональный издательский холдинг «Ведомости-Медиа», в который позже вошли газеты Нижнего Новгорода, Самары, Саратова и Волгограда. По данным газеты «Ведомости», Габрелянов также владел газетами «Красноярский комсомолец» и «Час пик» (Санкт-Петербург).
В 1996 году переехал в Москву и в 1997 году начинал издавать еженедельную газету «Московские ведомости». В 2000 году еженедельник переименован в газету «Жизнь», занимавшейся публикациями о личной жизни звёзд российского шоу-бизнеса. В 2006 году тираж издания превысил 2 млн экземпляров.
В апреле 2001 года Габрелянов вместе с шестью сотрудниками газеты учредил ООО «Издательский дом Жизнь». В 2005 году ушёл с поста генерального директора и главного редактора и в сентябре создал и возглавил холдинг ОАО «Ньюс Медиа». В 2006 году Габрелянов объединил в свой холдинг издания, выходившие под брендом «Жизнь» в 50 городах России, продав 50 % −1 акцию за $40 млн совладельцу инвестиционной группы UFG Борису Фёдорову. Осенью того же года учредил таблоид «Твой День». С 2007 году — председатель совета директоров и редакционный директор холдинга, с 2008 года — гендиректор «Ньюс Медиа».
11 марта 2008 года начал работать новый проект Габрелянова — информационно-развлекательный интернет-портал Life.ru. Осенью 2009 года вместо Life.ru запущен информационный портал Lifenews.ru, был открыт глянцевый таблоид — журнал «Жара», начали работать тематические интернет-порталы LifeSports.ru и LifeShowbiz.ru.
В апреле 2011 года Габрелянов занял пост председателя совета директоров ОАО «Редакция газеты „Известия“», принадлежащей «Национальной медиа группе». Ранее Габрелянов был назначен заместителем генерального директора «Национальной медиа группы». После назначения Габрелянова, в конце мая 2011 года редакция переехала с Пушкинской площади, где находилась с 1926 года — в офисный центр на территории завода «Дукс» в промзоне САО города Москвы. Переезд был сопряжён с увольнениями большей части сотрудников и наймом новых. Часть журналистов прежнего состава назвала перемены «символическим актом насилия» и пыталась избрать новым главным редактором Сергея Мостовщикова, но после выплат выходных пособий конфликт был улажен.
19 января 2015 года вступил в должность президента холдинга «Балтийская медиагруппа», которая стала вакантной после смерти 9 января основателя компании Олега Руднова.
В 2017 году стал инвестором новостного паблика Mash, экономического шоу «Адские бабки», агентства нативной рекламы «Изюм» с «Дружко шоу», военного telegram-канала WarGonzo, стримингового проекта Black Elephant и «Гигарамы». Руководителями этих проектов были выходцы из Life.
В ноябре 2022 года наряду с Владимиром Соловьёвым и Владимиром Табаком стал руководителем получившей президентский грант в 36 млн руб. мастерской новых медиа для специалистов в сфере медиакоммуникаций и связей с общественностью ДНР и ЛНР.

## Общественная деятельность
Входит в состав Общественного совета при Следственном комитете Российской Федерации.

## Конфликты и скандалы
В 2011 году портал LifeNews опубликовал снимки со свадьбы депутата Государственной думы от «Справедливой России» Олега Пахолкова, на которых другой депутат Олег Михеев был запечатлён в форме главы абвера Вильгельма Канариса. Михеев подал иск к Габрелянову с требованием признать фотографии недействительными, назвал в эфире РЕН ТВ владельца LifeNews негодяем, а после съёмок между Михеевым и Габреляновым произошла драка. Четыре экспертизы подтвердили подлинность снимков Михеева в нацистской форме, на основании чего суд Михееву в иске отказал. По встречному иску Габрелянова суд обязал Михеева возместить ему моральный вред и опубликовать опровержение своим заявлениям в эфире РЕН ТВ.
9 апреля 2014 года стало известно о том, что Габрелянов принял решение закрыть украинскую газету «Жизнь» из-за отказа местной редакции публиковать на фоне политического кризиса и «русской весны» пророссийские материалы. В частности украинские журналисты не согласились выпустить присланные из Москвы материалы «Защити нас, Россия», «Россия, помоги» и «Необандеровская диктатура». По словам сына Габрелянова Ашота, являвшегося исполнительным директором News Media, политического конфликта с украинской редакцией у московского руководства холдинга не было, а отказ публиковать материалы сотрудники объясняли возможностью последующего применения к ним санкций властями Украины.
14 октября 2015 года депутаты петербургского Законодательного собрания обратились к Владимиру Путину с просьбой не допустить одновременного закрытия старейших городских газет «Вечерний Петербург», «Смена» и «Невское время». Решение о закрытии газет вследствие убыточности, а также увольнениях работников 100ТВ и его закрытии, принял Габрелянов, ставший в 2015 году новым руководителем «Балтийской медиагруппы».
В 2016 году хакерская группа «Анонимный интернационал» опубликовала часть переписки Габрелянова. В частности, в переписке упоминался пентхаус на Лазурном берегу. Комментируя публикацию, Габрелянов заявил, что у него нет зарубежной недвижимости, и пообещал «подарить пентхаус» тому, кто его найдёт. В 2018 году Алексей Навальный опубликовал расследование, согласно которому в 2009 году Габрелянов купил квартиру в Париже за 1,9 млн евро. Ссылаясь на обещание Габрелянова, Навальный потребовал подарить ему эту квартиру. Габрелянов прокомментировал требование Навального следующим образом: «Я заработал, я купил, и купил её давно! Хомячков не разводил, денег с Госдепа не получал! А то, что я доказываю то, что ты шнурок, по-любому, и буду доказывать!».
Согласно проведённом в 2023 году расследованию команды Алексея Навального, через программу «Мой район» почти 300 млн руб за семь месяцев 2021 года за рекламу посадки кустов, парков и других городских пространств получили структуры Арама Габрелянова.

## Личная жизнь
Женат, имеет двух сыновей — Артёма (генеральный директор издательства комиксов Bubble) и Ашота Габреляновых (генеральный директор babo.com). Ашот постоянно проживает в США, в городе Нью-Йорке, а до сентября 2014 года являлся генеральным директором медиа-ресурса LifeNews.
По его утверждениям, он старается воспитать своих сыновей в армянском духе, знакомя их с культурным наследием своего народа. Он также использует обсценную лексику русского языка на планёрках в редакции.

## Санкции
13 июня 2024 года, из-за российского вторжения на Украину, Габрелянов включён в санкционный список Канады против лиц вовлечённых в операции по дезинформации и пропаганде.
24 июня 2024 года включён в санкционные списки стран Европейского союза как «российский пропагандист, связанный с Кремлём»:

Он ведёт агрессивную пропаганду, распространяя фейковые новости и дезинформацию в поддержку агрессивной войны России против Украины. Он является основателем и редактором новостного портала Life, который стал одним из символов беспринципной пропаганды. Он агрессивно и тенденциозно выступал против демократически избранных властей Украины и всегда подчеркивал, что полностью поддерживает агрессивную политику России в отношении Украины. Он принимал активное участие в многочисленных проектах, проводимых на оккупированных Россией украинских территориях.. Его агентство Mash управляет региональными изданиями пропагандистского проекта. Он также является спонсором Z-проекта WarGonzo, корреспонденты которого ведут антиукраинскую пропаганду с самого начала войны.— «Официальный журнал Европейского союза», Брюссель, 24 июня 2024 года
26 июня 2025 года попал под санкции Австралии «для привлечения России к ответственности за незаконное вторжение в Украину».

## Награды
- Орден Почёта (22 апреля 2014 года) — за высокий профессионализм и объективность в освещении событий в Республике Крым[36][37].